# Вулиця Рубчака (Львів)
Вулиця Івана Рубчака — вулиця у Франківському районі Львова, місцевість Боднарівка. З'єднує вулиці Стрийську та Тролейбусну.

## Історія та забудова
Вулиця прокладена у 1958 році під назвою Оборонна, ймовірно, через розташування на вулиці військової частини (розформована). У 1974 році вулицю перейменували на Суркова, на честь російського радянського поета Олексія Суркова (за іншими даними — на честь Федора Суркова, радянського танкіста, Героя Радянського Союзу, який відзначився у боях за Львів 1944 року). У 1992 році вулиця отримала свою сучасну назву на честь Івана Рубчака — українського співака та актора галицьких театрів.
Житлова забудова вулиці Рубчака почалася у 1970-х роках, коли парну сторону вулиці забудували типовими житловими п'яти- та дев'ятиповерховими будинками із білої силікатної цегли. З непарного боку до 2000-х років розташовувалися виключно промислові споруди підприємств «Львівтрансгаз», «Львівгазвидобування» тощо, але у 2000-х роках на території колишньої військової частини почалося будівництво сучасних житлових комплексів.
У 1974 році вулицею почав курсувати тролейбусний маршрут № 3, а від 2014 року — тролейбусний маршрут № 20.

## Установи
- буд. № 8 — середня загальноосвітня школа І—ІІІ ступенів № 48 м. Львова[18]